# Liste der Naturdenkmale in Kenzingen
| Naturdenkmale | Anzahl |
| ------------- | ------ |
| FND           | 2      |
| END           | 1      |
| Gesamt        | 3      |

Die Liste der Naturdenkmale in Kenzingen nennt die verordneten Naturdenkmale (ND) der im baden-württembergischen Landkreis Emmendingen liegenden Stadt Kenzingen. In Kenzingen gibt es insgesamt drei als Naturdenkmal geschützte Objekte, davon zwei flächenhafte Naturdenkmale (FND) und ein Einzelgebilde-Naturdenkmal (END).
Stand: 1. November 2016.

## Flächenhafte Naturdenkmale (FND)
| Name                     | Bild | Kennung     | Einzelheiten | Position | Fläche Hektar | Datum         |
| ------------------------ | ---- | ----------- | ------------ | -------- | ------------- | ------------- |
| Am Hagelberg             | BW   | 83160200005 | Kenzingen    | ⊙        | 0,2           | 5. Apr. 1995  |
| Burgacker                | BW   | 83160200004 | Kenzingen    | ⊙        | 0,9           | 30. März 1982 |
| Legende für Naturdenkmal |      |             |              |          |               |               |

## Einzelgebilde (END)
| Name                      | Bild | Kennung     | Einzelheiten | Position | Fläche Hektar | Datum         |
| ------------------------- | ---- | ----------- | ------------ | -------- | ------------- | ------------- |
| 1 Stieleiche, 1 Blutbuche | BW   | 83160200005 | Kenzingen    | ⊙        | 0,0           | 16. Aug. 1993 |
| Legende für Naturdenkmal  |      |             |              |          |               |               |